# Den bibelske kanon
Den bibelske kanon (gr. rør, stang, målestok, regel, rettesnor) er den samling af skrifter, der ses som autoritative for kristne eller jøder. Den Danske Bibel fra 1992 har f.eks. undertitlen: Den hellige Skrifts kanoniske Bøger.
Disse skrifter opfattes som norm for kristen forkyndelse og lære, og udgør i den danske bibel 66 skrifter, fordelt på 39 i Det Gamle Testamente og 27 i Det Nye Testamente. Den jødiske kanon derimod har ikke Det nye testamente, og den katolske og ortodokse kirkes bibel indeholder flere bøger.

## Etymologi
Ordet kanon kommer fra græsk (κανών) som igen kommer fra hebraisk (qâneh) og betyder 'rør, målestok eller rettesnor'. Det er i overført betydning de oldkirkelige fædre, deriblandt Irenæus brugte ordet kanon i udtrykket sandhedens regel, der var et udtryk for hvad der er kristen tro og liv. Først af Amfilokios af Ikonien (død efter 394) blev ordet brugt om en skriftsamling. I den tidlige kirke betød ordet samlingen af de hellige skrifter til brug i menigheden, men betegnelsen blev hurtigt ensbetydende med en lukket gruppe bøger med autoritet i betydningen 'regel' eller 'retningslinje'. Bøger der ikke fandtes på denne liste omtaltes som "apokryfe", dvs. skjulte..

## Kanondannelsen
Processen med udvælgelsen af Det Gamle og Det Nye Testamentes kanon var lang og adskiller sig desuden betydeligt fra hinanden.

## Kanoniseringen og indhold af den hebraiske bibel
Den hebraiske bibel blev oprindeligt kaldt tanakh (hebr. תנ"ך) og var af jøderne delt i tre kategorier; Loven, Profeterne og Skrifterne. Der er blandt teologer ikke konsensus i sagen, men der menes at de tre dele fik deres status på følgende tidspunkt:
- Loven (Tora (תּוֹרָה)), fik status som hellig skrift i det 4. århundrede efter eksilet i Babylon i år 586 f. Kr.
- Profeterne (Nevi'im (Hebr. נביאים)) – status som hellig skrift fra 3. århundrede, omkring den syriske forfølgelse af jøderne.
- Skrifterne (ketubim) – omfanget af Skrifterne blev endeligt bestemt i år 90 e.Kr. efter Jerusalems fald i år 70 på den såkaldte synode i Jamnia. Dette var dog sandsynligvis blot en stadfæstelse af, hvad der var almene anerkendt. Baggrunden for denne jødiske synode var sandsynligvis, at de kristne begyndte at accepteret også deres kristne skrifter som autoritative. Det medvirkede formentlig til at jøderne "lukkede" deres kanon, som eller af natur havde stået åben pga. de profetiske skrifters natur. De medtog ligeledes en mindre gruppe af skrifter end hvad der tidligere var blevet oversat til græsk i Septuaginta.

## Kanonisering af Det Nye Testamente
De gammeltestamentlige skrifter blev brugt i det kristne menigheder ofte i dens græske oversættelse. Efterfølgende tilføjede menighederne efterhånden flere og flere skrifter, som siden er blevet samlet til det nuværende Nye Testamente. Efterhånden som øjenvidnerne til beretningerne døde fik man brug for at nedskrive begivenhederne omkring Jesu liv og lære. Desuden vejledte og underviste apostlene de nye menigheder i læren. Det resulterede i at en grundstamme af historiske beretninger og opbyggelige breve blev samlet før år 200 e. Kr. Drøftelser omkring nogle skrifter fortsatte ind i det 3. århundrede, men de fire evangelier, Apostlenes Gerninger, en samling af Paulus' breve og andre breve og til sidst det apokalyptiske skrift Johannes' Åbenbaring var der ikke uenighed om. Rækkefølgen varierer lidt mellem forskellige bibeludgaver.
Hvis et skrift skulle optages i kanon skulle det opfylde tre principper. For det første skulle det være skrevet af et førstehåndsvidne eller på vegne af et (Antikvitets-princippet), for det andet skulle det være anerkendt i hele kirken (Katolicitets-princippet), og for det tredje måtte skriftet ikke indeholde ny eller modstridende lære end De Hellige Skrifter (Ortodoksi-princippet).